# Мечеть Улу-Джами (Бурса)
Мечеть Улу-Джами или Большая мечеть (тур. Bursa Ulu Camii) — мечеть в городе Бурса, Турция. Построена в сельджукском стиле по приказу султана Баязида I между 1396—1400 годами. Мечеть украшают 20 куполов, поддерживаемые 12 столбами, и 2 минарета.

## Описание
Улу-Джами является крупнейшей мечетью в Бурсе, а также памятником раннеосманской архитектуры, в которой ещё преобладает сельджукский стиль. Строительство происходило между 1396—1400 годами по приказу султана Баязида I, архитектор Али Неджар. Особенностью Улу-Джами служат 20 куполов, расположенных по пять в четыре ряда. Существует предание, что их возвели вместо 20 отдельных мечетей, которые пообещал построить султан за победу в битве при Никополе (1396). Над мечетью возвышаются два минарета.
Достопримечательностью сооружения является также фонтан, расположенный внутри здания, служивший когда-то для совершения омовения верующими перед молитвой. В расположенном над фонтаном куполе есть большое окно, играющее важную роль в освещении здания.
Стены и столбы мечети украшают 192 надписи, представляющие собой выдающийся образец исламской каллиграфии в Турции.

## Галерея

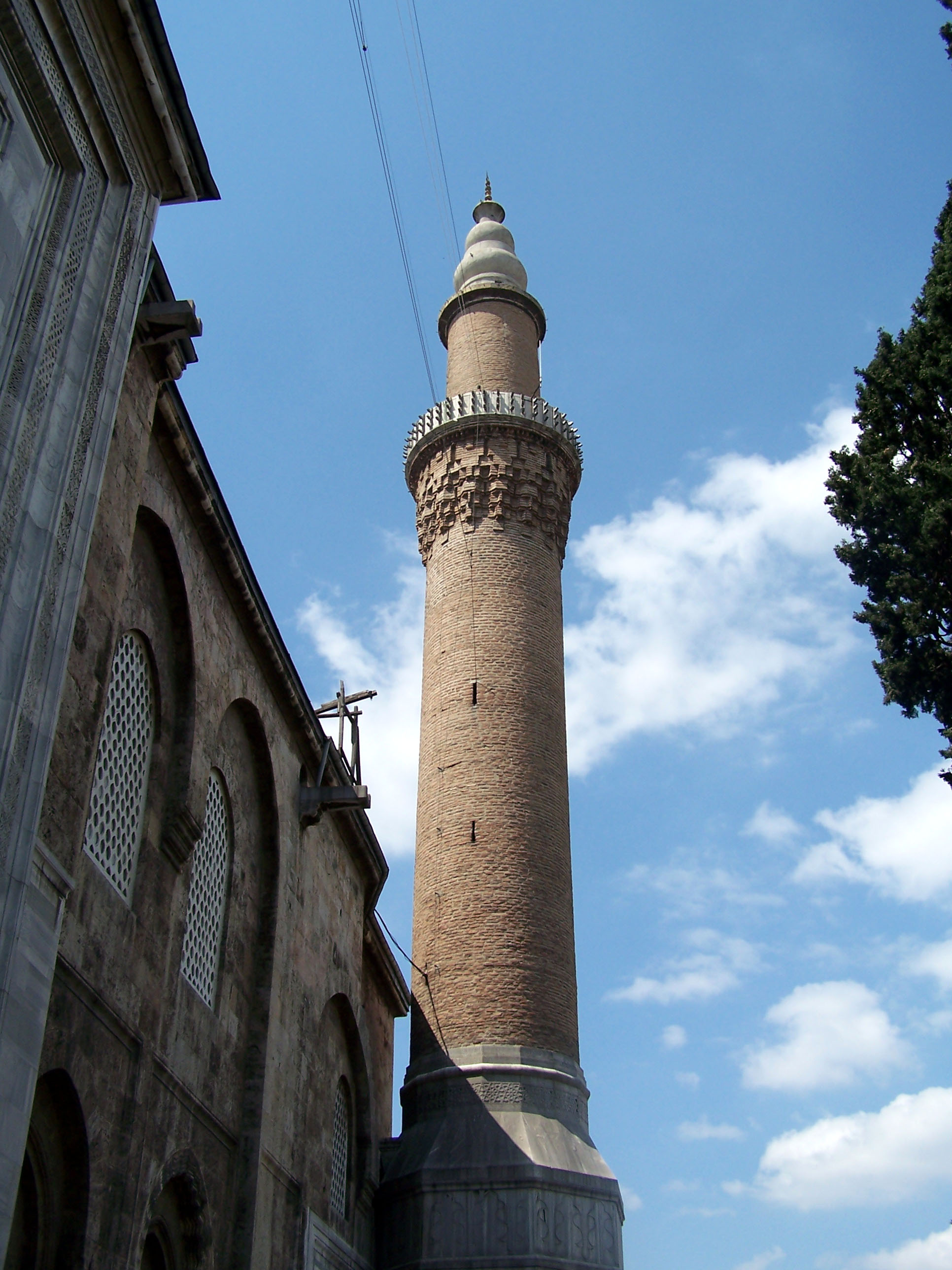
Один из двух минаретов
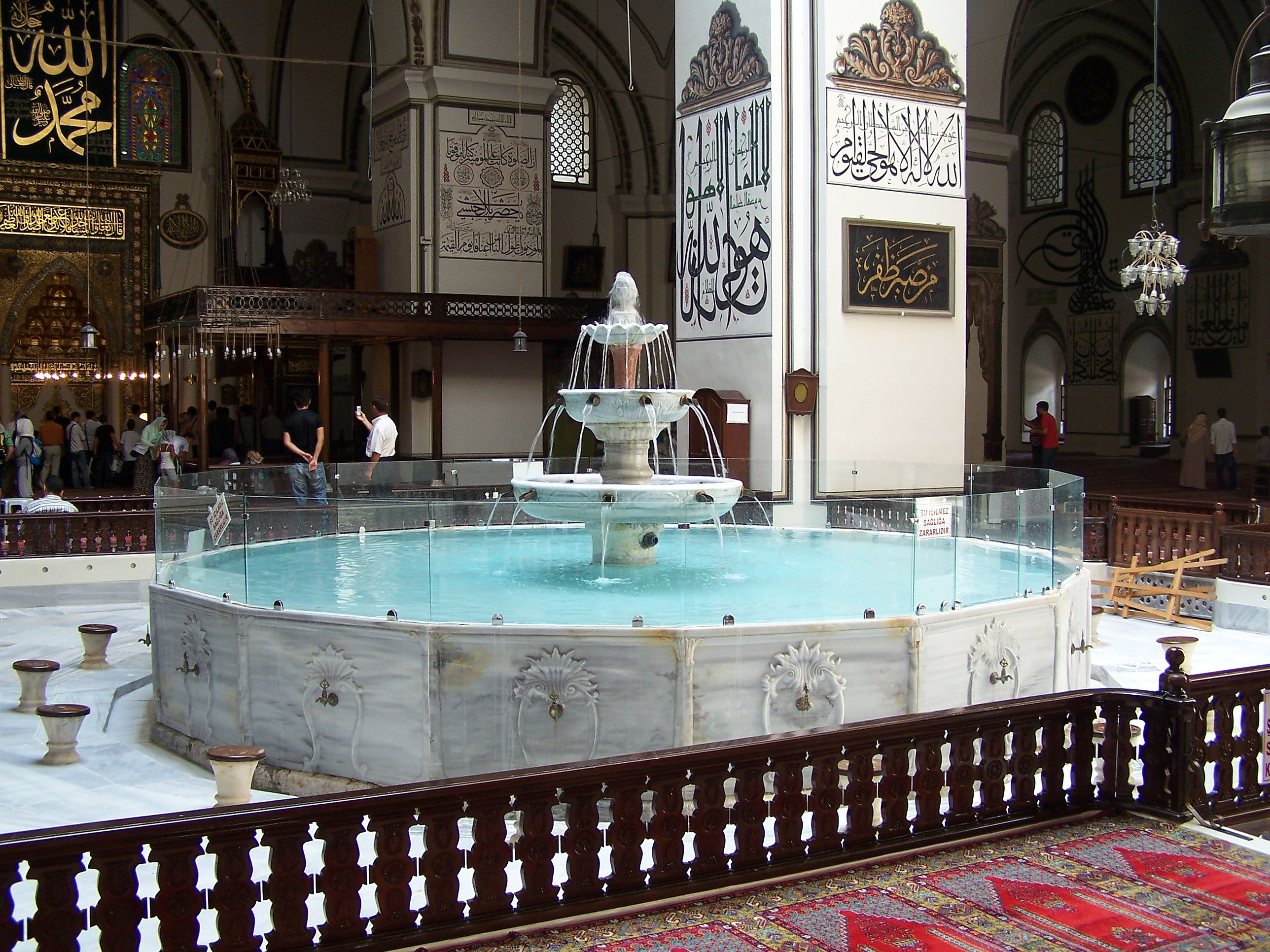
Внутренний фонтан для омовения
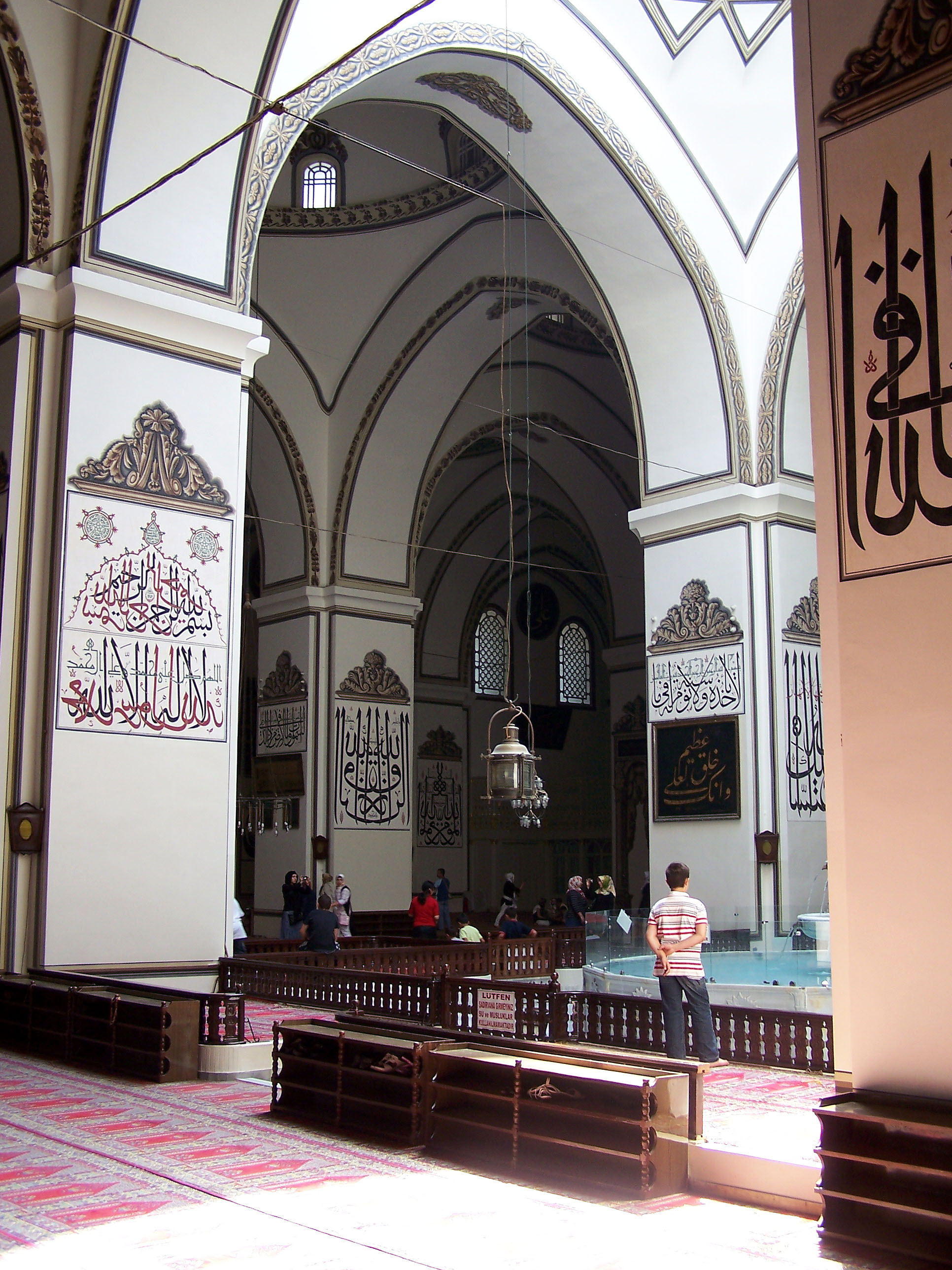
Интерьер
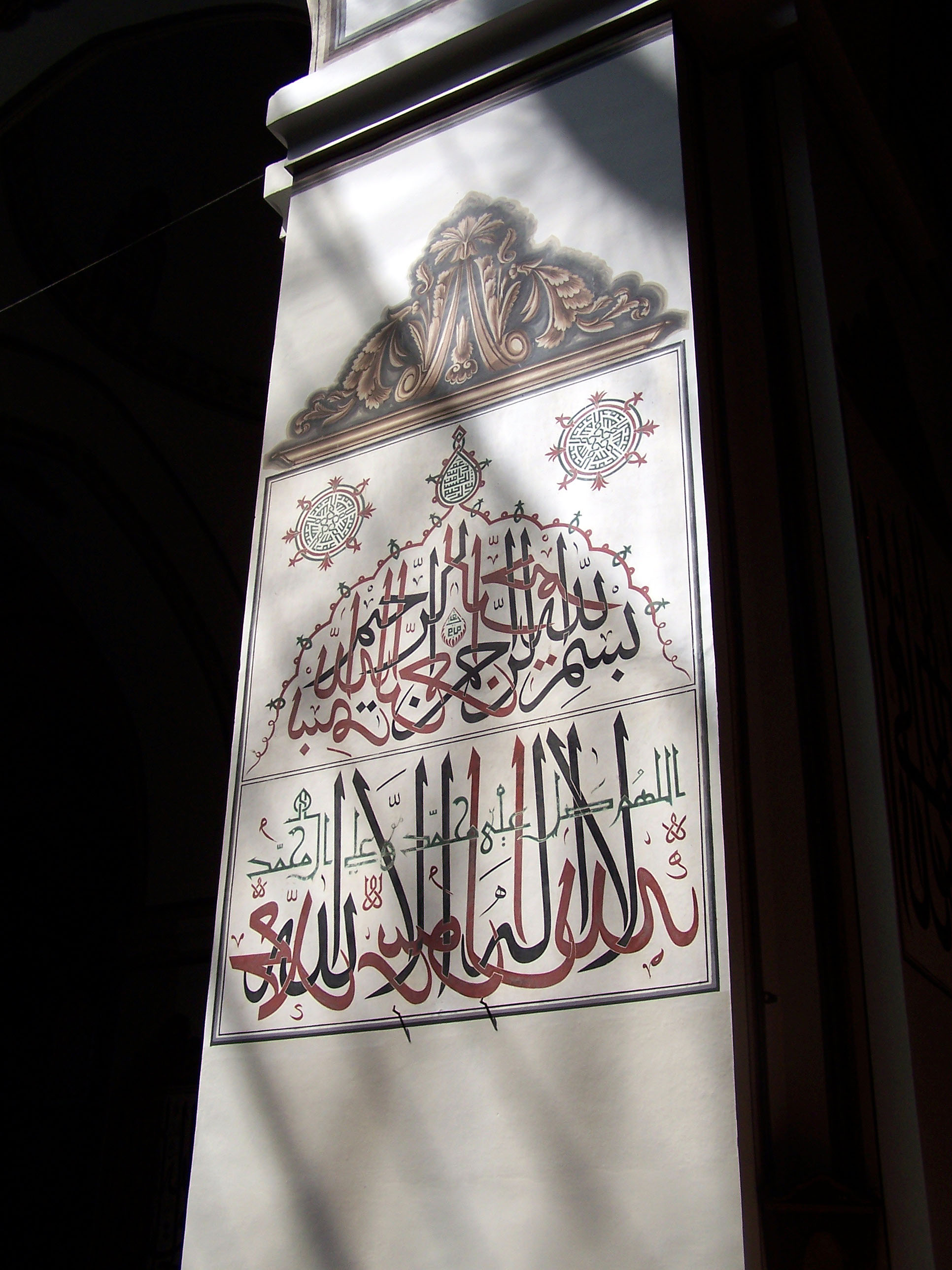
Роспись стен